# 佐々長穐
佐々 長穐（さっさ ながあき）は、戦国時代から江戸時代初期にかけての武将。織田氏の家臣。

## 生涯
織田氏家臣・佐々良則（一兵衛尉主知）の子として誕生。はじめ織田氏に仕え、越後上杉氏との外交交渉を担っていた父に続いて、永禄年間より上杉氏との外交折衝に活躍する。天正3年(1575年)越前一向一揆討伐に参戦。そのまま簗田広正の与力として加賀国檜屋城代となり一揆平定に苦心するが進展せず、広正が解任されると長穐も帰還した。
天正6年（1578年）、上杉謙信が急死すると、神保長住の援軍として越中国に送られ、上杉軍と戦う。本能寺の変後は織田信雄に仕えて尾張国青山郷で350貫文を領す。後に豊臣秀吉に仕えて馬廻りとなり、文禄・慶長の役時は肥前国名護屋城に在番した。
なお、伝えられる系図によれば佐々成政の弟としているが疑問もある。また、同系図によれば慶長20年（1615年）の大坂の陣で討死したという。